# Cirolana similis
Cirolana similis är en kräftdjursart som beskrevs av Bruce 1981. Cirolana similis ingår i släktet Cirolana och familjen Cirolanidae. Inga underarter finns listade i Catalogue of Life.